# Jordánské údolí
Jordánské údolí (arabsky الغور‎, al-Ghor nebo al-Ghawr; hebrejsky בקעת הירדן‎, bik'at ha-Jarden; anglicky: Jordan Rift Valley) je velké údolí a prodloužená deprese, nacházející se podél řeky Jordán.

## Původ a fyzické rysy

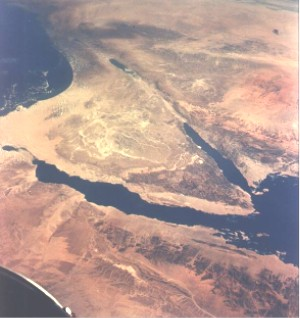
Severní část Velké příkopové propadliny. Sinajský poloostrov je uprostřed a Mrtvé moře a údolí řeky Jordán jsou nad ním.

Jordánské údolí bylo formováno před mnoha miliony let v období miocénu, kdy došlo k pohybu arabské tektonické desky severně a posléze východně od Afriky. O milion let později došlo k vyzdvižení pevniny mezi Středozemním mořem a Jordánským údolím, což mělo za následek, že moře dále nezalévalo tuto oblast.
Řeka Jordán pramení v několika místech při jihozápadním okraji pohoří Antilibanon na pomezí Libanonu, Izraele a Sýrie. Údolí má několik podčástí. V nejsevernější části Izraele, poblíž pramenné oblasti Jordánu, je to Chulské údolí lemované na západě pohořím Naftali, na východě Golanskými výšinami. Následuje sníženina Galilejského jezera. Pak Jordán zleva přijímá řeku Jarmuk a prochází zemědělsky využívaným údolím, které se poblíž ústí toku Nachal Tavor postupně rozšiřuje do úrodného Bejtše'anského údolí lemovaného na západě vysočinou Ramot Isachar a pohořím Gilboa. Řeka zde tvoří mezinárodní hranici mezi Izraelem a Jordánskem a zprava přijímá tok Nachal Charod. Potom vstupuje Jordán do aridní oblasti, v níž tvoří hranici mezi Západním břehem Jordánu a Jordánskem. Západní hranici údolí vymezuje v tomto úseku prudké stoupání do hor Samařska. Poblíž města Jericho Jordán ústí do Mrtvého moře.
Nejnižším bodem Jordánského údolí jsou se 400 metry pod hladinou moře břehy Mrtvého moře, které jsou rovněž nejnižším bodem (pevninským) na zemském povrchu. Západně i východně nadmořská výška prudce stoupá až k tisíci metrům, což činí z tohoto riftového údolí významný topografický prvek. Jižně od Mrtvého moře přechází tektonická propadlina Jordánského údolí ve vyprahlé vádí al-Araba.

## Populace
Při Jordánském údolí žije přibližně 85 tisíc Jordánců, z nichž jsou většina rolníci, a 80 % zemědělských statků v jordánské části údolí jsou malorolnická hospodářství, jejichž rozloha nepřekračuje 30 dunamů.
Na Západním břehu Jordánu žije v přibližně 20 stálých sídlech, mezi něž patří i město Jericho, zhruba 47 tisíc palestinských Arabů. Na této straně řeky žijí i tisíce beduínů. Na západ od řeky Jordán žijí také desítky tisíc Izraelců, ať už na území Izraele v jeho mezinárodně uznávaných hranicích, nebo v rámci izraelských osad na Západním břehu. Jde například o vesnické osídlení (včetně kolektivních kibuců nebo polovojenských osad typu nachal) v samosprávných oblastech Oblastní rada Emek ha-Jarden, v Oblastní rada Emek ha-ma'ajanot nebo Oblastní rada Bik'at ha-Jarden a také ve městech jako Kirjat Šmona, Tiberias nebo Bejt Še'an.
Před šestidenní válkou v roce 1967 byla jordánská strana údolí domovem zhruba 60 tisíc lidí s výrazným zapojením v zemědělství. K roku 1971 poklesla populace na 5 tisíc jako důsledek války a konfliktu mezi palestinskými guerillami a jordánskou armádou v letech 1970–1971. Díky velkým investicím jordánské vlády v této oblasti došlo již koncem 70. let k opětovnému usídlení více než 85 tisíc lidí.
Od šestidenní války v roce 1967 pokládá každá izraelská vláda Jordánské údolí za východní hranici mezi Izraelem a Jordánskem.

## Zemědělství
Teplota vzduchu v Jordánském údolí je o několik stupňů vyšší než v přilehlých oblastech, což je velmi příznivé pro zemědělství, které zde je možné provádět celoročně. Jsou zde úrodné půdy a zásoby vody, které činí toto území zemědělsky atraktivním již po 10 tisíc let. Již v roce 3000 př. n. l. byla zemědělská produkce z tohoto údolí prodávána v okolních oblastech. Jako úrodná země je Jordánské údolí popsáno v Tóře a řeka Jordán je křesťany zmiňována jako místo, kde Jan Křtitel pokřtil Ježíše Krista.
V několika posledních desetiletích došlo díky zavedením moderních zemědělských metod k výraznému nárůstu produkce této oblasti. Jordánsko vystavělo v 50. letech za účelem zavlažování 69 km dlouhý kanál East Ghor (nyní kanál krále Abdulláha), který se napojuje na východní břeh Jordánského údolí. Následná výstavba přenosných skleníků až sedmkrát zvýšila produktivitu místního zemědělství, což Jordánsku umožňuje celoročně exportovat velké množství ovoce a zeleniny.